# Beta Cygni
Désignations
Albiréo A : β1 Cyg, HR 7417, HD 183912/183913, BD+27°3410, FK5 732, HIP 95947, SAO 87301, NSV 12105

Albiréo, également nommée Beta Cygni (β Cyg / β Cygni) dans la désignation de Bayer, est la cinquième étoile la plus brillante de la constellation du Cygne.

## Nom et étymologie
Bien que dans la désignation de Bayer les étoiles des constellations soient désignées en général par une lettre grecque attribuée dans l'ordre décroissant de luminosité, Albiréo s'avère moins brillante que Gamma Cygni (Sadr), Epsilon Cygni (Giennah) et Delta Cygni. Albiréo est située à l'extrémité de la constellation du Cygne, à l'endroit de la tête de l'animal. De ce fait, elle est parfois appelée « étoile du bec ». Avec d'autres étoiles de sa constellation, Alpha Cygni (Deneb), Giennah et Delta Cygni, elle forme une croix relativement reconnaissable parfois appelée « la croix du nord », par analogie avec la constellation de la Croix du Sud.
Le nom de l'étoile apparait à l'époque de la Renaissance à la suite d'une longue succession d'erreurs, et de mauvaises interprétations. L'origine est grecque, via une translittération en arabe, puis réinterprétée de façon erronée en latin. Il a pour origine le nom de la constellation du Cygne qu'utilise Ptolémée, Οϱνιζ, l'oiseau. Ce nom est translittéré  en (l'équivalent de) ūrnis par les astronomes musulmans qui traduisent Ptolémée. Lors d'une traduction de Ptolémée de l'arabe en latin, le mot n'est pas identifié par le traducteur, qui se contente de le translittérer. On trouve ainsi dans les manuscrits latins médiévaux diverses formes, eurisim, eirisinun, eirisim et autres, pour la constellation du Cygne. Plus tard un commentateur ajoute une étymologie (fausse) pour indiquer que le nom vient d'une herbe aromatique nommée ireus, soit en latin ab ireo (de ireus). Dans l'Almageste, les étoiles sont groupées par constellation, et β Cygni est la première étoile décrite pour celle du Cygne. Lors d'une copie, la fin du commentaire sur le nom de la constellation, ab ireo, est probablement attribuée ainsi erronément à β Cygni. Finalement un copiste imagine que le nom correspond non pas à un nom latin mais à un nom arabe (commençant en principe par al...), et le transforme en albireo.
Ce nom n'a rien à voir avec celui utilisé par les astronomes arabes (à la suite des traductions de Ptolémée), al-Minqar al-Dajājah, soit « le bec de la poule » (de même que Deneb, située à l'opposé dans la constellation signifie « la queue [de la poule] »).
Le nom Albireo est officialisé par l'Union astronomique internationale le 20 juillet 2016.

## Description
À l'œil nu, on ne distingue qu'une seule étoile de magnitude 3. Cependant, à l'aide d'un télescope, on distingue en fait deux étoiles, une jaune de magnitude 3,1 (Albiréo A), l'autre bleue de magnitude 5,1 (Albiréo B). Elles sont séparées de 34 secondes d'arc, ce qui les rend visibles même dans des instruments de taille modeste. Du fait de leur différence de couleur très marquée, elles sont parfois appelées le topaze et le saphir, et sont de fait l'étoile double la plus contrastée accessible aux astronomes amateurs.
Longtemps il a été discuté de la nature binaire de ce couple : système binaire ou binaire visuelle. C'est finalement les données du télescope spatial GAIA qui ont tranché : elles sont dans un alignement optique lorsqu'elles sont vues depuis le système solaire, une binaire visuelle. D'après le catalogue Gaia DR2, les données de parallaxe montrent les deux étoiles A et B à des distances respectives de 100 et 119 parsecs, à environ 60 années-lumière l'une de l'autre, et leurs mouvements propres sont également complètement différents[réf. nécessaire].
L'interférométrie de chatoiement dans les années 1970 indiquait que l'étoile orange primaire (Albiréo A) pouvait en réalité être un système double très étroit voire triple — mais cela n'est toujours pas confirmé — composé d'une étoile de classe K3 et de magnitude 3,3 et une étoile plus chaude mais moins brillante de classe B9 (magnitude 5,5). L'étoile K aurait une température de 4 400 kelvins et une luminosité 950 fois plus importante que le Soleil pour une masse de 5 masses solaires. Son compagnon proche aurait une température d'environ 11 000 kelvins, une luminosité de 100 luminosités solaires et une masse de 3,2 masses solaires. Elles formeraient un système très excentrique séparé d'en moyenne 40 unités astronomiques ayant une période d'environ 100 ans. Les prochaines versions des données de GAIA pourraient peut-être apporter plus de lumière à ce sujet.

Albiréo B a une luminosité de 190 fois supérieure à celle du Soleil, une température de 12 000 kelvins et une masse de 3,3 masses solaires. C'est une étoile en rotation rapide dont la période de rotation est inférieure à 15 heures, sa vitesse équatoriale étant d'au minimum 250 km/s. Du fait de sa rotation importante, cette étoile perd une partie de sa masse et se trouve entourée d'un disque formé de la masse éjectée.

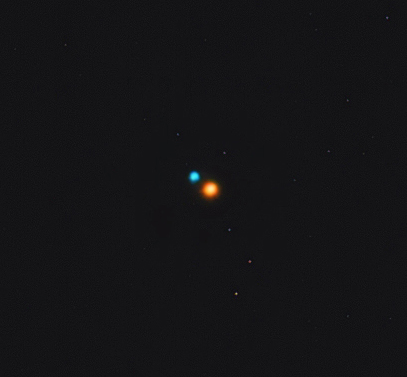
Les deux composantes d'Albiréo sont aisément séparables dans un petit télescope ;
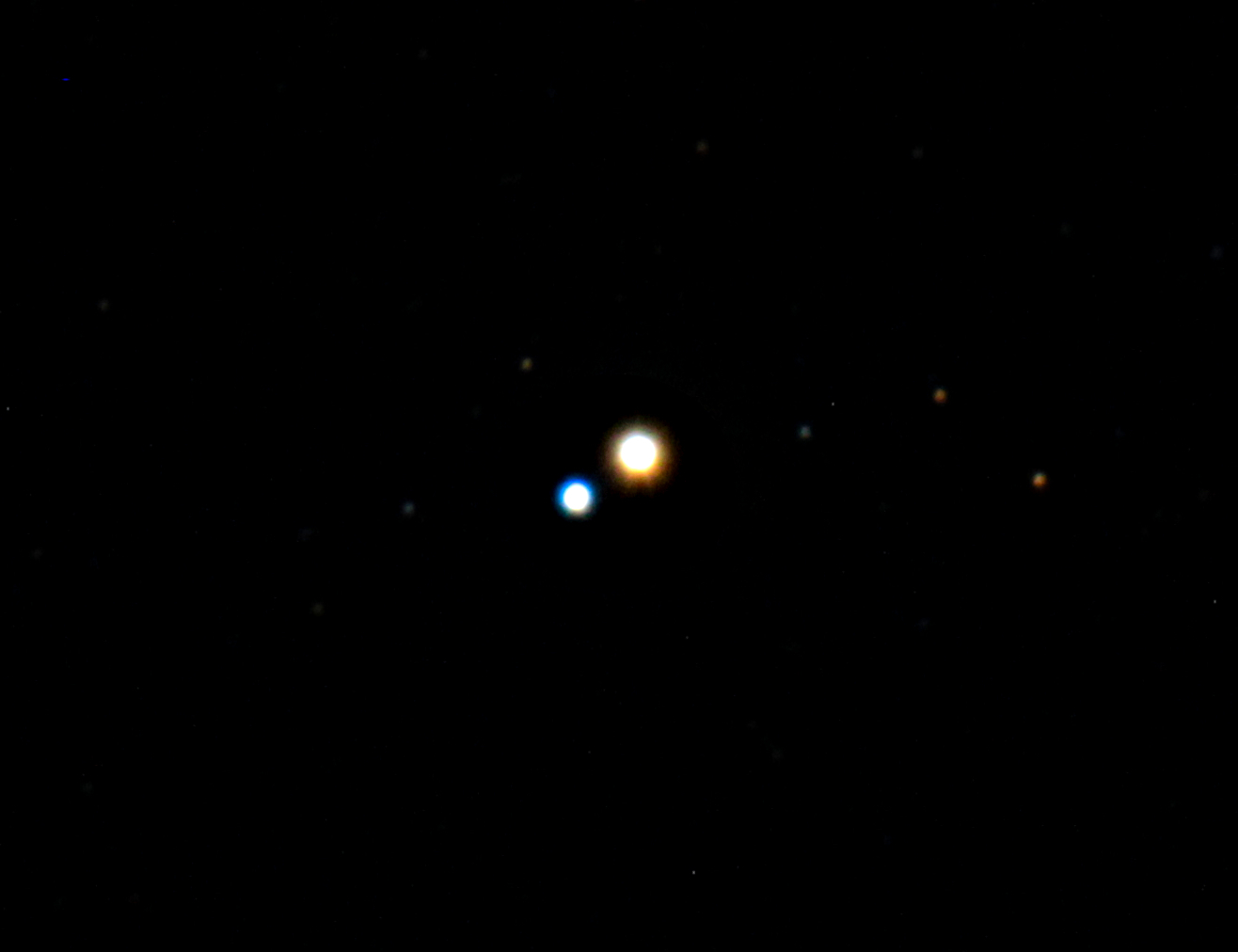
observation à travers un Celestron C8 ;
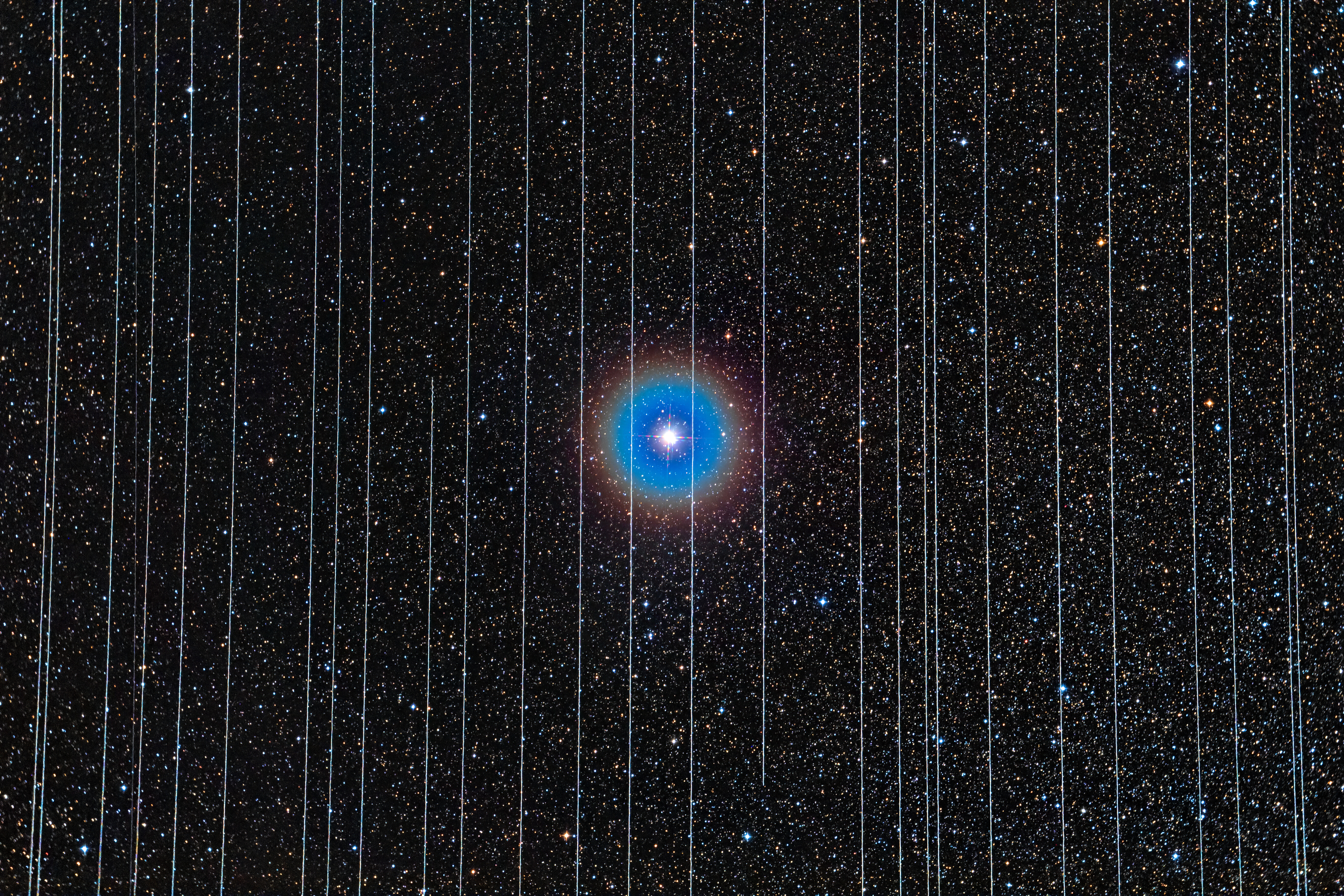
Albireo à travers le passage de satellites Starlink ;
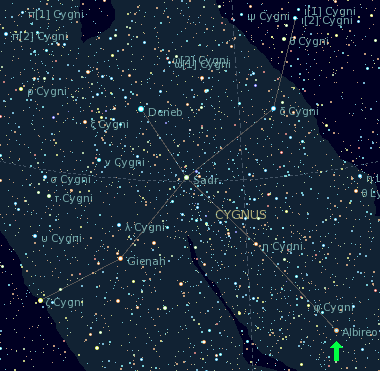
position dans le cygne.

## Représentations dans les arts
Albiréo est le soleil d'une planète imaginée par Danielle Martinigol dans son roman de science-fiction Les Oubliés de Vulcain publié en 1995.